# Дех-Йисте
Дех-Йисте (чечен. Дехьа-Йисте) — село в Шатойском районе Чеченской Республики. Входит в Асланбек-Шериповское сельское поселение.

## География
Село расположено на правом берегу реки Вердыэрк, к юго-востоку от районного центра Шатой.
Ближайшие населённые пункты: на севере — село Мускали, на северо-востоке — село Беной, на востоке — село Урдюхой, на северо-востоке — село Асланбек-Шерипово.

## История
В 1977 году Указом Президиума ВС РСФСР село Дехистрие переименовано в Дехесты.

## Население
| 1990 | 2002 | 2010 |
| ---- | ---- | ---- |
| 154  | ↘100 | ↗161 |